# Stor-Oslo Lokaltrafikk
Stor-Oslo Lokaltrafikk as (SL) var et norsk trafikselskab organiseret som et aktieselskab, der blev ejet af staten, Oslo kommune og Akershus fylkeskommune med en trediedel hver. Selskabet fungerede frem til 1. januar 2008, hvor det blev slået sammen med Oslo Sporveier og aktiviteterne overført til Ruter.
SL havde ansvaret for planlægning, koordinering og markedsføring af kollektiv trafik med bus og skib i Akershus, som selskabet havde koncession for, mellem Akershus og Oslo, samt skolekørsel og transport af handicappede i Akershus. Selve driften blev varetaget af en række entreprenører, der ved sammenlægningen med Oslo Sporveier omfattede busselskaberne  Nettbuss Lillestrøm, Norgesbuss, Schaus Buss, Concordia Bus Norge, Veolia Transport Sør og Unibuss samt færgeselskaberne Nesodden-Bundefjord Dampskipsselskap og Sandvika Fjordturer. Passagertallet var på 56 mio. i 2004.
Selskabet blev oprettet i 1974 med det formål at at etablere et fælles trafikselskab for Oslo og Akershus. SL skulle som udgangspunkt overtage ansvaret for al kollektiv trafik i Oslo og Akershus, herunder togtrafikken, men sent i forløbet valgte Oslo kommune at beholde styringen af den kollektive trafik i Oslo gennem det kommunalt ejede Oslo Sporveier. På samme måde valgte Samferdselsdepartementet at lade staten beholde ansvaret for togtrafikken i området. Efterfølgende var der gennem flere årtier ønske om at etablere et fælles trafikselskaber fra både myndigheder og andre involverede. Det resulterede til sidst i, at Oslo Sporveier og Stor-Oslo Lokaltrafikk blev lagt sammen 23. oktober 2007 med praktisk virkning fra 1. januar 2008, hvor det nye selskab Ruter overtog administrationen af al kollektiv trafik i Oslo og Akershus. Oslo kommune ejer 60 procent og Akershus fylkeskommune 40 procent af det nye selskab.